# Ftena
Ftena (Grieks: Φτενά, ook Ftenó, Φτενό of Fliní, Φληνί) is een eilandje dat tot de Cycladen behoort. Het eiland is onbewoond (in 2011).
Ftena ligt tussen de eilanden Anáfi en Pacheiá, ongeveer 2 zeemijl (ongeveer 3,8 kilometer) ten zuidoosten van Anáfi en ongeveer 2,3 zeemijl (ongeveer 4,3 kilometer) ten noordwesten van Pacheiá. De eilanden zijn laag en het hoogste punt is ongeveer 9 meter.
De Barrington Atlas of the Greek and Roman World lokaliseert het oude eiland Hippuris (Hippūris / Hippouris, Grieks: Ἱππουρίς) op de plaats van het Ftená-eiland. Het bevindt zich echter ook op de plek van Pacheiá.